# Wat Sibounheuang

Grundsteinlegung in Altlußheim (7. August 2003)

Das Wat Sibounheuang (September 2005)

Wat Sibounheuang ist ein Kloster (Wat) der frühbuddhistischen Theravada-Tradition in Altlußheim bei Heidelberg.

## Geschichte und Hintergrund
Bereits Anfang der 1990er Jahre wollte die in Deutschland lebende laotische Gemeinde ein Wat in Deutschland gründen. Im Mai 1997 lud der Sibounheuang-Theravada-Buddhismus e. V. Ajahn Outhai Dhammiko aus Laos ein, um das buddhistische Wat Sibounheuang zu gründen. Aufgrund des wachsenden Interesses an diesem Zentrum wurde 2003 in Altlußheim ein Grundstück gekauft.
Auf diesem Grundstück wurde am 7. August 2003 in Anwesenheit von neun buddhistischen Mönchen und circa einhundert Gästen der Grundstein für das Wat Sibounheuang gelegt.
Mittlerweile versteht sich das Kloster Wat Sibounheuang als Ort freundschaftlicher Begegnungen vieler verschiedener Kulturen. Abt Ajahn Outhai Dhammiko sieht seine Hauptaufgaben darin, Menschen mit spirituellem Rat, Unterweisung in der buddhistischen Lehre und Einführungen in die Vipassana-Meditation zu unterstützen. Im Kloster werden unter anderem buddhistische Feste wie das Makha Bucha, Visakha Bucha oder das Khao Phansa gefeiert.
Das Wat Sibounheuang ist das einzige buddhistische Kloster in Deutschland, das von laotischen Einwanderern geführt wird und damit das einzige, das den Theravada-Buddhismus in seiner laotischen Ausprägung vertritt.

## Nachweise
1. ↑  Tibet und Buddhismus Heft 98 - 3/2011, die Zeitschrift des Tibetischen Zentrums Hamburg
2. ↑  Olaf Beuchling: Sozialisation und Erziehung in der buddhistischen Diaspora - eine ethnografische Perspektive. In: Carola Roloff, Wolfram Weiße, Michael Zimmermann (Hrsg.): 	Buddhismus im Westen: Ein Dialog zwischen Religion und Wissenschaft, S. 155–176. Waxmann, 2011, ISBN 3-8309-2555-7. S. 155.

Koordinaten: 49° 17′ 41,6″ N, 8° 30′ 33,5″ O